# Concerto pour violon de Schönberg
Pour les articles homonymes, voir Concerto pour violon (homonymie).
Le concerto pour violon op.36 est l'unique concerto pour violon d'Arnold Schönberg, composé en 1936
Il a été composé entre 1934 (pour le premier mouvement) et 1936, pour les deux derniers, année où il écrit son quatrième quatuor à cordes. Schönberg vivait alors à Brentwood, près de Los Angeles, et venait d'accepter un poste d'enseignant à l'université de Californie à Los Angeles (il était parti en 1933 aux États-Unis pour échapper au nazisme). Il est dédié à Anton Webern. L'œuvre est également contemporaine de l'autre grand concerto dodécaphonique, celui d'Alban Berg, le concerto à la mémoire d'un ange.
Le compositeur avait opéré un retour à la tonalité après son arrivée aux États-Unis, mais son concerto pour violon revient à sa technique dodécaphonique. Il reprend la forme ternaire traditionnelle du concerto et son exécution demande un peu plus d'une demi-heure.
1. Poco allegro - Vivace
2. Andante grazioso
3. Finale: Allegro

L'œuvre a été créée le 6 décembre 1940 par l'orchestre de Philadelphie dirigé par Leopold Stokowski, avec le soliste Louis Krasner, qui avait déjà créé le Concerto à la mémoire d'un ange d'Alban Berg et qui a commandé celui de Schönberg. En plus de son créateur, il a depuis été enregistré par des virtuoses tels que Christian Tetzlaff ou Hilary Hahn.